# Фоулкс, Тремэйн
Тремэйн Фоулкс (англ. Tremaine Fowlkes, род. 11 апреля 1976, Лос-Анджелес, Калифорния) — американский бывший профессиональный баскетболист, игравший на позиции лёгкого форварда. Фоулкс был выбран «Денвер Наггетс» под 54-м номером на драфте НБА 1998 года, хотя на площадку НБА впервые он вышел только в сезоне 2001/2002. В НБА он выступал за «Лос-Анджелес Клипперс» (два сезона), «Детройт Пистонс» (один сезон, победа в сезоне 2003/2004) и «Индиана Пэйсерс» (один сезон), набирая в среднем 2,9 очка и делая 2,2 подбора в 103 матчах за карьеру. Также он выступал за «Нью-Орлеан Хорнетс» во время предсезонной подготовки 2004 года.
Фоулкс был одним из трёх игроков (другие — Бриттон Джонсен и Маркус Хэйслип), подписавших однолетние контракты с «Индианой Пэйсерс» после драки между игрокам «Пэйсерс» и «Пистонс» 19 ноября 2004 года, из-за которой «Пэйсерс» потеряли в связи с дисквалификаций трёх лучших игроков: Рона Артеста, Джермейна О’Нила и Стивена Джексона.

## Статистика

### Статистика в НБА
| Сезон                                                                                    | Команда  | Регулярный сезон | Регулярный сезон | Регулярный сезон | Регулярный сезон | Регулярный сезон | Регулярный сезон | Регулярный сезон | Регулярный сезон | Регулярный сезон | Регулярный сезон | Регулярный сезон | Серия плей-офф | Серия плей-офф | Серия плей-офф | Серия плей-офф | Серия плей-офф | Серия плей-офф | Серия плей-офф | Серия плей-офф | Серия плей-офф | Серия плей-офф | Серия плей-офф |
| Сезон                                                                                    | Команда  | GP               | GS               | MPG              | FG%              | 3P%              | FT%              | RPG              | APG              | SPG              | BPG              | PPG              | GP             | GS             | MPG            | FG%            | 3P%            | FT%            | RPG            | APG            | SPG            | BPG            | PPG            |
| ---------------------------------------------------------------------------------------- | -------- | ---------------- | ---------------- | ---------------- | ---------------- | ---------------- | ---------------- | ---------------- | ---------------- | ---------------- | ---------------- | ---------------- | -------------- | -------------- | -------------- | -------------- | -------------- | -------------- | -------------- | -------------- | -------------- | -------------- | -------------- |
| 2001/02                                                                                  | Клипперс | 22               | 17               | 15,6             | 39,1             | -                | 77,4             | 2,9              | 0,8              | 0,5              | 0,0              | 3,4              | Не участвовал  | Не участвовал  | Не участвовал  | Не участвовал  | Не участвовал  | Не участвовал  | Не участвовал  | Не участвовал  | Не участвовал  | Не участвовал  | Не участвовал  |
| 2002/03                                                                                  | Клипперс | 37               | 10               | 15,5             | 43,8             | 22,2             | 84,7             | 2,8              | 0,6              | 0,7              | 0,1              | 4,4              | Не участвовал  | Не участвовал  | Не участвовал  | Не участвовал  | Не участвовал  | Не участвовал  | Не участвовал  | Не участвовал  | Не участвовал  | Не участвовал  | Не участвовал  |
| 2003/04                                                                                  | Детройт  | 36               | 0                | 7,3              | 31,3             | 12,5             | 72,2             | 1,5              | 0,4              | 0,3              | 0,1              | 1,2              | Не участвовал  | Не участвовал  | Не участвовал  | Не участвовал  | Не участвовал  | Не участвовал  | Не участвовал  | Не участвовал  | Не участвовал  | Не участвовал  | Не участвовал  |
| 2004/05                                                                                  | Индиана  | 8                | 0                | 7,0              | 52,9             | 33,3             | 0,0              | 1,0              | 0,0              | 0,3              | 0,0              | 2,4              | Не участвовал  | Не участвовал  | Не участвовал  | Не участвовал  | Не участвовал  | Не участвовал  | Не участвовал  | Не участвовал  | Не участвовал  | Не участвовал  | Не участвовал  |
|                                                                                          | Всего    | 103              | 27               | 12,0             | 40,9             | 20,0             | 79,1             | 2,2              | 0,5              | 0,5              | 0,1              | 2,9              | Не участвовал  | Не участвовал  | Не участвовал  | Не участвовал  | Не участвовал  | Не участвовал  | Не участвовал  | Не участвовал  | Не участвовал  | Не участвовал  | Не участвовал  |
| Наведите курсор мыши на аббревиатуры в заголовке таблицы, чтобы прочесть их расшифровку. |          |                  |                  |                  |                  |                  |                  |                  |                  |                  |                  |                  |                |                |                |                |                |                |                |                |                |                |                |

### Статистика в NCAA
| Сезон | Команда      | Conf         | Class        | GP | GS | MPG  | FG%  | 3P%  | FT%  | RPG  | APG | SPG | BPG | PPG  |
| --- | ------------ | ------------ | ------------ | -- | -- | ---- | ---- | ---- | ---- | ---- | --- | --- | --- | ---- |
| 1994/95 | Калифорния   | Pac-10       | FR           | 27 | 9  | 25,9 | 45,5 | 30,4 | 63,9 | 6,7  | 1,0 | 0,7 | 0,6 | 13,4 |
| 1995/96 | Калифорния   | Pac-10       | SO           | 13 | 7  | 27,0 | 39,8 | 30,0 | 69,1 | 6,2  | 0,5 | 0,6 | 0,4 | 12,1 |
| 1997/98 | Фресно Стэйт | WAC          | JR           | 32 |    | 28,3 | 49,1 | 16,2 | 63,6 | 11,2 | 1,0 | 1,6 | 0,3 | 13,9 |
| Всего | Всего        | Всего        | Всего        | 72 | 16 | 27,2 | 46,1 | 26,3 | 64,7 | 8,6  | 0,9 | 1,1 | 0,4 | 13,4 |
| Калифорния | Калифорния   | Калифорния   | Калифорния   | 40 | 16 | 26,3 | 43,7 | 30,2 | 65,6 | 6,5  | 0,9 | 0,7 | 0,5 | 13,0 |
| Фресно Стэйт | Фресно Стэйт | Фресно Стэйт | Фресно Стэйт | 32 |    | 28,3 | 49,1 | 16,2 | 63,6 | 11,2 | 1,0 | 1,6 | 0,3 | 13,9 |
| Наведите курсор мыши на аббревиатуры в заголовке таблицы, чтобы прочесть их расшифровку Статистика приведена с сайта sports-reference.com |              |              |              |    |    |      |      |      |      |      |     |     |     |      |